# Сан Морт
Сан Морт (фр. Sane-Morte) је река у Француској. Дуга је 55 km. Улива се у Сан Вив. 